# Somerset-Wes
Somerset-Wes este un oraș din provincia Wes-Kaap, Africa de Sud.